# Ratko Peris
Pour les articles homonymes, voir Ratko.
Ratko Peris est un ancien joueur croate de volley-ball né le 30 mars 1976. Il mesure 1,90 m et jouait réceptionneur-attaquant. Il a totalisé 53 sélections en équipe de Croatie. Il est devenu entraineur en 2009.

## Clubs (joueur)
| Club                  | Pays      | De        | À         |
| --------------------- | --------- | --------- | --------- |
| OK Karlovac           | Croatie   | 1994-1995 | 1997-1998 |
| Moerser SC            | Allemagne | 1998-1999 | 1998-1999 |
| Rennes EC             | France    | 1999-2000 | 2001-2002 |
| GFCO Ajaccio          | France    | 2002-2003 | 2003-2004 |
| UVB Narbonne          | France    | 2004-2005 | 2004-2005 |
| Martigues Volley-Ball | France    | 2005-2006 | 2006-2007 |
| Cambrai VEC           | France    | 2007-2008 | 2007-2008 |
| OK Karlovac           | Croatie   | 2008-2009 | 2008-2009 |
| Cambrai VEC           | France    | 2009-2010 | 2009-2010 |

## Clubs (entraîneur)
| Club                              | Pays     | De        | À         |
| --------------------------------- | -------- | --------- | --------- |
| OK Karlovac                       | Croatie  | 2008-2009 | 2008-2009 |
| Cambrai VEC                       | France   | 2009-2010 | 2013-2014 |
| Club Alès en Cévennes Volley-Ball | France   | 2013-2014 | 2015-2016 |
| Prefaxis Menen                    | Belgique | 2016-2017 | 2018-2019 |
| Nice Volley-Ball                  | France   | 2019-2020 | 2020-2021 |
| SK Aich-Dob                       | Autriche | 2021-2022 | 2021-2022 |
| Mladost Zagreb                    | Croatie  | 2022-2023 | ...       |

## Palmarès (joueur)
- 53 sélections en équipe de Croatie
- Participations au championnat du monde 2002

## Palmarès (entraîneur)
- Championnat de France d'Élite masculine de volley-ball (1)
  - Vainqueur : 2016